# Науково-дослідний інститут публічного права
Науково-дослідний інститут публічного права — провідний науково-дослідний інститут недержавної форми власності. Створений у червні 2015 р. провідними юристами – науковцями, докторами юридичних наук.
За ці роки Інститут став потужним центром, який об'єднує багатьох провідних вчених-адміністративістів, які беруть постійну участь в наукових заходах Інституту, в тому числі в атестації здобувачів вищої кваліфікації – кандидатів юридичних наук та докторів філософії в галузі права.

## Структура
В Інституті функціонують такі наукові підрозділи:
- вчена рада Інституту
- відділ науково-правових експертиз та законопроектних робіт
- відділ проблем публічного права
- відділ актуальних питань філософії права, юридичної лінгвістики, аспірантури та докторантури
- відділ організаційного забезпечення наукових проектів і міжнародної діяльності

## Аспірантура і докторантура
В Інституті відкриті аспірантура та докторантура за спеціальністю 081 «Право», діють спеціалізовані вчені ради.

## Фахові наукові видання
- Журнал «Вісник Пенітенціарної асоціації України» включено до категорії «Б» переліку наукових фахових видань[2], в яких можуть публікуватися результати дисертаційних робіт на здобуття наукових ступенів доктора і кандидата наук з юридичних дисциплін. На підставі наказу МОН України від 28.12.2019 № 1643[3] журнал включено до переліку наукових фахових видань з юридичних наук (категорія «Б»). Журнал виходить 4 рази на рік.
- Журнал «Advanced Space Law»(видається англійською мовою). Журнал був створений спільно Інститутом та Міжнародним товариством філософії та космології (ISPC). На підставі наказу МОН України від 15.04.2021 № 420[4] журнал включено до переліку наукових фахових видань з юридичних наук (категорія «Б»).
- Журнал "Науковий вісник публічного та приватного права". Збірник наукових праць «Науковий вісник публічного та приватного права» (Категорія «Б») засновано у 2015 році Науково-дослідним інститутом публічного права для опублікування творчого доробку науковців з метою узагальнення та поширення досвіду роботи наукових підрозділів інституту та інших наукових установ та вищих навчальних закладів юридичного спрямування у галузі правового розвитку. Свідоцтво про державну реєстрацію: серія КВ № 21525-11425 Р від 08.09.2015 р.

## Діяльність
Метою діяльності Інституту є проведення наукових досліджень і науково-технічних розробок у сфері права для забезпечення конкурентоспроможності вітчизняного виробництва, сталого розвитку, національної безпеки України та підвищення якості життя населення, супровід грантової діяльності юридичних осіб.
Інститут спеціалізується на вирішенні проблем:
- розвитку виробничого підприємництва;
- розвитку органів місцевого самоврядування – в першу чергу з питань забезпечення фінансової самодостатності за рахунок розвитку підприємництва;
- зниження кількості і ставок оподаткування
- дерегуляції підприємництва
- зниження до мінімуму кількості видів діяльності, яка підлягає ліцензуванню
- зниження кількості і повноважень контролюючих та наглядових органів за суб’єктами господарювання
- іншими питаннями зниження публічного тиску на суб’єктів господарювання
- переходу вітчизняних підприємств на стандарти виробництва ЄС
- підтримки підприємств реального сектору виробництва пільговими кредитами – погашення державою відсотків за кредити взятий на розвиток виробництва
- попередження корупції
- представництво виробничих підприємств та органів місцевого самоврядування в адміністративних судах
- іншими питаннями з розвитку виробничих малих і середніх суб’єктів господарювання
- супроводі грантової діяльності юридичних осіб.

## Наукові заходи
- Міжнародна науково-практична конференція "Актуальні питання науки і практики та шляхи їх вирішення". Київ, 21–22 квітня 2021 р.[6]
- Міжнародна науково-практична конференція "Сучасні правові системи світу в умовах глобалізації: реалії та перспективи". Київ, 15–16 вересня 2020 р.[6]
- Міжнародна науково-практична конференція "Пріоритетні напрямки розвитку правової системи України. Проблемні питання, досягнення та іновації фундаментальних та прикладних досліджень". Київ, 9–10 лютого 2019 р.[6]
- Міжнародна науково-практична конференція "Пріоритетні напрямки розвитку правової системи України". Київ, 14–15 листопада 2018 р.[6]